# Ауезовська селищна адміністрація
Ауе́зовська селищна адміністрація (каз. Әуезов кенттік әкімдігі, рос. Ауэзовская поселковая администрация) — адміністративна одиниця у складі Жарминського району Абайської області Казахстану. Адміністративний центр — селище Ауезов.
Населення — 2859 осіб (2021; 2834 у 2009, 4239 у 1999, 4420 у 1989).
Станом на 1989 рік існувала Ауезовська селищна рада (смт Ауезов, село Солнечне) колишнього Чарського району.

## Склад
До складу округу входять такі населені пункти:
| Населений пункт | Старі назви | Населення, осіб (1989) | Населення, осіб (1999) | Населення, осіб (2009) | Населення, осіб (2021) |
| --------------- | ----------- | ---------------------- | ---------------------- | ---------------------- | ---------------------- |
| Ауезов, селище  | -           | 4231                   | 3993                   | 2618                   | 2766                   |
| Солнечне, село  | -           | 189                    | 246                    | 216                    | 93                     |